# Брудно, Александр Львович
Александр Львович Брудно (10 января 1918 — 1 декабря 2009) — советский математик, также известный работами в области искусственного интеллекта и программирования.

## Биография
В 1941 году окончил механико-математический факультет Московского государственного университета.
В 1949 году защитил диссертацию на соискание учёной степени кандидата физико-математических наук.
В 1953 году защитил докторскую диссертацию.
С 1969 года — профессор.

## Научная деятельность
А. Л. Брудно является одной из заметных фигур, составляющих дерево школы известного математика Н. Н. Лузина. Научные интересы Брудно затрагивали широкий круг математических проблем и задач. Его работы были связаны с теорией функций действительного переменного и детальным изучением свойств различных функций и основных понятий математического анализа (таких, как непрерывность, дифференцирование, интегрирование и т. п.) и с развитием теории линейного и нелинейного программирования.
В послевоенные годы математик П. С. Новиков вёл в Математическом институте им. В. А. Стеклова АН СССР семинар по развитию теории алгоритмов. Один из представителей той же школы, А. А. Ляпунов, вспоминал:
Косвенным образом этот семинар сильно содействовал тому, что у многих его участников позднее возникли интересы к электронным вычислительным машинам и кибернетике и появилась уверенность в том, что для развития этих новых областей органически необходим высокий уровень математической культуры.
Как участник этого семинара А. Л. Брудно был привлечён член-корреспондентом АН СССР И. С. Бруком к созданию программ для разрабатывшейся в начале 1950-х годов ЭВМ М-2. В 1954 году А. Л. Брудно перешёл на работу в лабораторию И. С. Брука в Энергетическом институте им. Г. М. Кржижановского АН СССР, на базе которой в 1958 году был образован Институт электронных управляющих машин (ИНЭУМ).

## Семинар Брудно — Кронрода
Семинар Брудно — Кронрода собрал неформальный круг математиков, программистов и экономистов, работавших в разных организациях, в который входили Г. М. Адельсон-Вельский, В. Л. Арлазаров, В. Д. Белкин, И. Я. Бирман, М. М. Бонгард, А. Л. Брудно, М. Я. Вайнштейн, Е. В. Гливенко, Д. М. Гробман, А. С. Кронрод, П. Е. Кунин, Е. М. Ландис, И. Я. Ландау, А. Л. Лунц и другие. Они занимались программированием игровых задач, задач распознавания, диагностики и экономики. Результаты этих исследований привели к находкам оригинальных методов перебора, в частности метода ветвей и границ, построения справочных систем с логарифмическим временем записи и поиска, оптимального планирования и т. д.
Александр Львович был одним из первых, кто к программированию подошёл как математик и задолго до западных коллег ввёл основные понятия «системного программирования».
Опыт программирования задач в кодах М-2 привёл А. Л. Брудно к разработке метода программирования в содержательных обозначениях.
Одним из первых в СССР А. Л. Брудно занялся проблемами эвристического программирования (искусственного интеллекта), сформулировал его основные принципы (дерево позиций игры, методы поиска и ограниченность глубины). Разрабатывал (совместно с А. С. Кронродом, Г. М. Адельсоном-Вельским, Е. М. Ландисом и В. Л. Арлазаровым) первые алгоритмы и программы интеллектуальных игр. Заметный вклад А. Л. Брудно, много сделавший в области шахматного программирования, внёс в разработку эффективных методов перебора.
В 1963 году он впервые опубликовал точное описание и математическое доказательство корректности метода отсечений, который сейчас носит название альфа-беты процедуры. А. Л. Брудно называл его методом граней и оценок. Позднее альфа-бета процедура была независимо предложена американскими математиками. Приоритет работы А. Л. Брудно в этой области подчёркивается Д. Кнутом в публикации и в статье переведённой на русский язык.
Александр Львович был энтузиастом интеллектуальных игр, развивающих «способности, необходимые для решения инженерных задач, проблем управления и экономики» и способствовал появлению популярных книг, которые могут «направить читателей от развлечения к занятиям математикой и кибернетикой».

## Преподавательская деятельность
В 1960-е годы А. А. Ляпунов пришёл к убеждению, что уже школьный курс математики должен включать знакомство с ЭВМ и программированием… В 1968 году по предложению Организации Объединённых Наций им подготовлен доклад о педагогических экспериментах, проводимых в г. Новосибирске. В 1972 году он начинает вести занятия по программированию в 8 классе 130-й средней школы.
В этом же году инициатива поддержана в Москве директором ИНЭУМ Б. Н. Наумовым, который на базе своего института для школьников старших классов создал Московский Учебно-производственный центр вычислительной техники (УПЦ ВТ). Первым его научным руководителем стал начальник отдела систем программирования ИНЭУМ, математик и педагог, профессор Александр Львович Брудно, который привлёк к преподаванию опытных программистов института. Учителя в УПЦ ВТ приобрели уникальный в то время опыт разработки содержания учебных курсов по широкому спектру информационных технологий (архитектура компьютеров, программирование на языках ассемблера для нескольких поколений компьютеров, технологии подготовки данных, элементная база компьютеров и т. п.).
Брудно стал инициатором проведения для школьников регулярных олимпиад по программированию, фактически превратившихся в общегородские. Опыт УПЦ ВТ быстро распространился по стране.
Брудно отличался отзывчивостью и доброжелательностью к коллегам и ученикам, как, впрочем, и к его собственным учителям. Когда в 1971 году тяжело заболел академик Пётр Сергеевич Новиков, Брудно ухаживал за ним в академической больнице на Ленинском проспекте.
В 1990 году А. Л. Брудно уволился из ИНЭУМ в связи с выездом в Израиль.

## Публикации
- Брудно А. Л. О функциях, равномерно непрерывных на B-множествах // Изв. АН СССР. Сер. матем.. — 1940. — Т. 4, вып. 1. — С. 105—112.
- Брудно А. Л. Непрерывность и дифференцируемость // Матем. сб.. — 1943. — Т. 13(55), вып. 1. — С. 119—134.
- Брудно А. Л. Суммирование ограниченных последовательностей матрицами // Матем. сб.. — 1945. — Т. 16(58), вып. 2. — С. 191—247.
- Брудно А. Л. К дисперсионному обоснованию метода наименьших квадратов // Матем. сб.. — 1957. — Т. 43(85), вып. 1. — С. 37—48.
- Брудно А. Л. Пример двух матриц Теплица, ограниченно не противоречивых и ограниченно не покрываемых // Изв. АН СССР. Сер. матем.. — 1958. — Т. 22, вып. 2. — С. 309—320.
- Брудно А. Л. Топология полей Тёплица // Изв. АН СССР. Сер. матем.. — 1959. — Т. 23, вып. 5. — С. 771—780.
- Брудно А. Л. Транзитивность метода наименьших квадратов // Успехи математических наук. — Российская академия наук, 1960. — Т. 15, вып. 3(93). — С. 137—138.
- Брудно А. Л. Суммирование счётного числа последовательностей // Изв. АН СССР. Сер. матем.. — 1961. — Т. 25, вып. 3. — С. 385—410.
- Брудно А. Л. О существовании метода суммирования, более сильного, чем заданные // Изв. АН СССР. Сер. матем.. — 1961. — Т. 25, вып. 4. — С. 591—600.
- Брудно А. Л. Грани и оценки для сокращения перебора вариантов. — М.: Проблемы кибернетики, 1963, вып. 10. С. 141—150
- Брудно А. Л. Введение в программирование. — М.: Наука, 1965
- Брудно А.Л. Программирование в содержательных обозначениях. — 2-е изд., испр.. — М.: Наука, 1968.
- Брудно А. Л. Алгол. — М.: Наука, 1968, 70 с.
- Брудно А. Л. Теория функций действительного переменного: избранные главы. — М.: Наука, 1971, 119 с.
- Брудно А. Л. Вокруг циркуля. Построение циркулем без линейки // Квант. — 1974. — № 10. — С. 2—9.
- Брудно А. Л., Каплан Л. И. Олимпиады по программированию для школьников / Под ред. Б. Н. Наумова. — М.: Наука, 1985, 96 с.
- Брудно А. Л. Метод Лобачевского // Квант. — 1989. — № 4. — С. 51—53.
- Брудно А. Л., Каплан Л. И. Московские олимпиады по программированию. — М.: Наука / Под ред. Б. Н. Наумова. — 2-е изд., перераб. и доп. 1990, 208 с.